# Campionati europei di 470 1996
I Campionati europei di 470 1996 si sono svolti a Hayling Island, in Gran Bretagna, dal 6 al 15 giugno 1996.

## Podi
| Evento        | Oro                                      | Argento                                    | Bronzo                               |
| 470 Open      | Russia Dmitry Berezkin Yevgeny Burmatnov | Portogallo Hugo Rocha Nuno Barreto         | Regno Unito John Merricks Ian Walker |
| 470 Femminile | Ucraina Ruslana Taran Elena Pakholchik   | Germania Susanne Bauckholt Katrin Adlkofer | Germania Peggy Bahr Christina Pinnow |

## Medagliere
| Posiz. | Nazione     | Oro | Argento | Bronzo | Totale |
| ------ | ----------- | --- | ------- | ------ | ------ |
| 1      | Russia      | 1   | 0       | 0      | 1      |
| 1      | Ucraina     | 1   | 0       | 0      | 1      |
| 3      | Germania    | 0   | 1       | 1      | 2      |
| 4      | Portogallo  | 0   | 1       | 0      | 1      |
| 5      | Regno Unito | 0   | 0       | 1      | 1      |
| Totale | Totale      | 2   | 2       | 2      | 6      |